# Чемпіонат світу з футболу 2022 (кваліфікаційний раунд, УЄФА, група F)
Група F кваліфікації УЄФА Чемпіонату світу з футболу 2022 — одна з 10 груп УЄФА у  кваліфікації Чемпіонату світу для визначення команд, які пройдуть до Чемпіонату світу 2022 Катарі. Група F складається з 6 команд: Австрія, Данія, Ізраїль, Молдова, Фарерські острови та Шотландія. Команди зіграли одна з одною вдома та на виїзді за круговою системою.
Переможець групи потрапить напряму до Чемпіонату світу, а 2-е місце пройде до другого раунду (плей-оф).

## Турнірна таблиця
| Поз | Команда           | І  | В | Н | П | ГЗ | ГП | РГ  | О  | Кваліфікація                          |     | Данія | Шотландія | Ізраїль | Австрія | Фарерські острови | Молдова |
| --- | ----------------- | -- | - | - | - | -- | -- | --- | -- | ------------------------------------- | --- | ----- | --------- | ------- | ------- | ----------------- | ------- |
| 1   | Данія             | 10 | 9 | 0 | 1 | 30 | 3  | +27 | 27 | Кваліфікація до Чемпіонату світу 2022 |     | —     | 2:0       | 5:0     | 1:0     | 3:1               | 8:0     |
| 2   | Шотландія         | 10 | 7 | 2 | 1 | 17 | 7  | +10 | 23 | Проходять до плей-оф                  |     | 2:0   | —         | 3:2     | 2:2     | 4:0               | 1:0     |
| 3   | Ізраїль           | 10 | 5 | 1 | 4 | 23 | 21 | +2  | 16 |                                       |     | 0:2   | 1:1       | —       | 5:2     | 3:2               | 2:1     |
| 4   | Австрія           | 10 | 5 | 1 | 4 | 19 | 17 | +2  | 16 | Проходять до плей-оф через Лігу націй |     | 0:4   | 0:1       | 4:2     | —       | 3:1               | 4:1     |
| 5   | Фарерські острови | 10 | 1 | 1 | 8 | 7  | 23 | −16 | 4  |                                       |     | 0:1   | 0:1       | 0:4     | 0:2     | —                 | 2:1     |
| 6   | Молдова           | 10 | 0 | 1 | 9 | 5  | 30 | −25 | 1  |                                       | 0:4 | 0:2   | 1:4       | 0:2     | 1:1     | —                 |         |

## Матчі
Час вказано в EET/EEST (київський час) (місцевий час, якщо відрізняється, вказано в дужках).
| 25 березня 2020 21:45 |

| Молдова         | 1:1                             | Фарерські острови |
| --------------- | ------------------------------- | ----------------- |
| - Ніколаєску 9' | Протокол (ФІФА) Протокол (УЄФА) | - М. Ольсен 83'   |

| Зімбру, Кишинів Арбітр: Айван Орвел (Уельс) |

| 25 березня 2020 21:45 (19:45 GMT) |

| Шотландія                 | 2:2                             | Австрія              |
| ------------------------- | ------------------------------- | -------------------- |
| - Генлі 71' - Макгінн 85' | Протокол (ФІФА) Протокол (УЄФА) | - Калайджич 55', 80' |

| Гемпден-Парк, Глазго Арбітр: Карлос дель Серро Гранде (Іспанія) |

| 25 березня 2020 19:00 |

| Ізраїль | 0:2                             | Данія                       |
| ------- | ------------------------------- | --------------------------- |
|         | Протокол (ФІФА) Протокол (УЄФА) | - Брайтвайте 13' - Вінд 67' |

| Блумфілд, Тель-Авів Арбітр: Крейг Поусон (Англія) |

| 28 березня 2020 19:00 (18:00 CET) |

| Данія                                                                                                 | 8:0                             | Молдова |
| --- | ------------------------------- | ------- |
| - Дольберг 19' (пен.), 48' - Дамсгор 22', 29' - Є. Ларсен 35' - Єнсен 39' - Сков 81' - Інгвартсен 89' | Протокол (ФІФА) Протокол (УЄФА) |         |

| MCH Арена, Гернінг Арбітр: Аліяр Агаєв (Азербайджан) |

| 28 березня 2020 21:45 (20:45 CET) |

| Австрія                                          | 3:1                             | Фарерські острови |
| ------------------------------------------------ | ------------------------------- | ----------------- |
| - Драгович 30' - Баумгартнер 37' - Калайджич 44' | Протокол (ФІФА) Протокол (УЄФА) | - Наттестад 19'   |

| Ернст-Гаппель-Штадіон, Відень Арбітр: Катерина Монзуль (Україна) |

| 28 березня 2020 21:45 |

| Ізраїль      | 1:1                             | Шотландія     |
| ------------ | ------------------------------- | ------------- |
| - Перець 44' | Протокол (ФІФА) Протокол (УЄФА) | - Фрейзер 56' |

| Блумфілд, Тель-Авів Арбітр: Деніц Айтекін (Німеччина) |

| 31 березня 2020 21:45 |

| Молдова    | 1:4                             | Ізраїль                                              |
| ---------- | ------------------------------- | ---------------------------------------------------- |
| - Карп 29' | Протокол (ФІФА) Протокол (УЄФА) | - Захаві 45+2' - Соломон 57' - Дабур 64' - Натхо 66' |

| Зімбру, Кишинів Арбітр: Боян Панджич (Швеція) |

| 31 березня 2020 21:45 (19:45 BST) |

| Шотландія                                   | 4:0                             | Фарерські острови |
| ------------------------------------------- | ------------------------------- | ----------------- |
| - Макгінн 7', 53' - Адамс 60' - Фрейзер 70' | Протокол (ФІФА) Протокол (УЄФА) |                   |

| Гемпден-Парк, Глазго Арбітр: Трастін Фарруджа Канн (Мальта) |

| 31 березня 2020 21:45 (20:45 CEST) |

| Австрія | 0:4                             | Данія                                             |
| ------- | ------------------------------- | ------------------------------------------------- |
|         | Протокол (ФІФА) Протокол (УЄФА) | - Сков Ольсен 58', 74' - Мехле 63' - Гейб'єрг 67' |

| Ернст-Гаппель-Штадіон, Відень Арбітр: Артур Соареш Діаш (Португалія) |

| 1 вересня 2020 21:45 (20:45 CEST) |

| Данія                  | 2:0                             | Шотландія |
| ---------------------- | ------------------------------- | --------- |
| - Васс 14' - Мехле 15' | Протокол (ФІФА) Протокол (УЄФА) |           |

| Паркен, Копенгаген Арбітр: Овідіу Гацеган (Румунія) |

| 1 вересня 2020 21:45 |

| Молдова | 0:2                             | Австрія                                |
| ------- | ------------------------------- | -------------------------------------- |
|         | Протокол (ФІФА) Протокол (УЄФА) | - Арнаутович 45+1' - Баумгартнер 90+4' |

| Зімбру, Кишинів Арбітр: Пол Тірні (Англія) |

| 1 вересня 2020 21:45 (19:45 WEST) |

| Фарерські острови | 0:4                             | Ізраїль                              |
| ----------------- | ------------------------------- | ------------------------------------ |
|                   | Протокол (ФІФА) Протокол (УЄФА) | - Захаві 12', 44', 90+2' - Дабур 52' |

| Торсволлюр, Торсгавн Арбітр: Денніс Хіглер (Нідерланди) |

| 4 вересня 2020 21:45 |

| Ізраїль                                                  | 5:2                             | Австрія                            |
| -------------------------------------------------------- | ------------------------------- | ---------------------------------- |
| - Соломон 5' - Дабур 20' - Захаві 33', 90' - Вайсман 59' | Протокол (ФІФА) Протокол (УЄФА) | - Баумгартнер 42' - Арнаутович 55' |

| Саммі Офер, Хайфа Арбітр: Фелікс Цваєр (Німеччина) |

| 4 вересня 2020 21:45 (19:45 BST) |

| Шотландія   | 1:0                             | Молдова |
| ----------- | ------------------------------- | ------- |
| - Дайкс 14' | Протокол (ФІФА) Протокол (УЄФА) |         |

| Гемпден-Парк, Глазго Арбітр: Лоуренс Віссер (Бельгія) |

| 4 вересня 2020 21:45 (19:45 WEST) |

| Фарерські острови | 0:1                             | Данія      |
| ----------------- | ------------------------------- | ---------- |
|                   | Протокол (ФІФА) Протокол (УЄФА) | - Вінд 85' |

| Торсволлюр, Торсгавн Арбітр: Фран Йович (Хорватія) |

| 7 вересня 2020 21:45 (20:45 CEST) |

| Австрія | 0:1                             | Шотландія          |
| ------- | ------------------------------- | ------------------ |
|         | Протокол (ФІФА) Протокол (УЄФА) | - Дайкс 30' (пен.) |

| Ернст-Гаппель-Штадіон, Відень Арбітр: Георгі Кабаков (Болгарія) |

| 7 вересня 2020 21:45 (20:45 CEST) |

| Данія                                                                       | 5:0                             | Ізраїль |
| --------------------------------------------------------------------------- | ------------------------------- | ------- |
| - Поульсен 28' - К'єр 31' - Сков Ольсен 41' - Ділейні 58' - Корнеліус 90+1' | Протокол (ФІФА) Протокол (УЄФА) |         |

| Паркен, Копенгаген Арбітр: Тобіас Штілер (Німеччина) |

| 7 вересня 2020 21:45 (19:45 WEST) |

| Фарерські острови               | 2:1                             | Молдова         |
| ------------------------------- | ------------------------------- | --------------- |
| - К. Ольсен 68' - Ватнсдаль 74' | Протокол (ФІФА) Протокол (УЄФА) | - Мілінчану 84' |

| Торсволлюр, Торсгавн Арбітр: Рікардо де Бургос (Іспанія) |

| 9 жовтня 2020 19:00 (17:00 BST) |

| Шотландія                                    | 3:2                             | Ізраїль                 |
| -------------------------------------------- | ------------------------------- | ----------------------- |
| - Макгінн 30' - Дайкс 57' - Мактоміней 90+4' | Протокол (ФІФА) Протокол (УЄФА) | - Захаві 5' - Дабур 32' |

| Гемпден-Парк, Глазго Арбітр: Шимон Марциняк (Польща) |

| 9 жовтня 2020 21:45 (19:45 WEST) |

| Фарерські острови | 0:2                             | Австрія                     |
| ----------------- | ------------------------------- | --------------------------- |
|                   | Протокол (ФІФА) Протокол (УЄФА) | - Лаймер 26' - Забітцер 48' |

| Торсволлюр, Торсгавн Арбітр: Ірфан Пельто (Боснія і Герцеговина) |

| 9 жовтня 2020 21:45 |

| Молдова | 0:4                             | Данія                                                        |
| ------- | ------------------------------- | ------------------------------------------------------------ |
|         | Протокол (ФІФА) Протокол (УЄФА) | - Сков Ольсен 23' - К'єр 34' (пен.) - Нергор 39' - Мехле 44' |

| Зімбру, Кишинів Арбітр: Жуан Піньєйру (Португалія) |

| 12 жовтня 2020 21:45 (19:45 WEST) |

| Фарерські острови | 0:1                             | Шотландія   |
| ----------------- | ------------------------------- | ----------- |
|                   | Протокол (ФІФА) Протокол (УЄФА) | - Дайкс 86' |

| Торсволлюр, Торсгавн Арбітр: Матей Юг (Словенія) |

| 12 жовтня 2020 21:45 |

| Ізраїль                  | 2:1                             | Молдова            |
| ------------------------ | ------------------------------- | ------------------ |
| - Захаві 28' - Дабур 49' | Протокол (ФІФА) Протокол (УЄФА) | - Ніколаєску 90+5' |

| Стадіон Тернера, Беер-Шева Арбітр: Андріс Трейманіс (Латвія) |

| 12 жовтня 2020 21:45 (20:45 CEST) |

| Данія       | 1:0                             | Австрія |
| ----------- | ------------------------------- | ------- |
| - Мехле 53' | Протокол (ФІФА) Протокол (УЄФА) |         |

| Паркен, Копенгаген Арбітр: Іван Кружляк (Словаччина) |

| 12 листопада 2020 21:45 (20:45 CET) |

| Австрія                                                | 4:2                             | Ізраїль                  |
| ------------------------------------------------------ | ------------------------------- | ------------------------ |
| - Арнаутович 51' (пен.) - Шауб 62', 72' - Забітцер 84' | Протокол (ФІФА) Протокол (УЄФА) | - Бітон 33' - Перець 59' |

| Вертерзее-Штадіон, Клагенфурт Арбітр: Овідіу Гацеган (Румунія) |

| 12 листопада 2020 21:45 (20:45 CET) |

| Данія                                              | 3:1                             | Фарерські острови |
| -------------------------------------------------- | ------------------------------- | ----------------- |
| - Сков Ольсен 18' - Бруун Ларсен 63' - Мехле 90+3' | Протокол (ФІФА) Протокол (УЄФА) | - К. Ольсен 89'   |

| Паркен, Копенгаген Арбітр: Раду Петреску (Румунія) |

| 12 листопада 2020 19:00 |

| Молдова | 0:2                             | Шотландія                   |
| ------- | ------------------------------- | --------------------------- |
|         | Протокол (ФІФА) Протокол (УЄФА) | - Паттерсон 38' - Адамс 65' |

| Зімбру, Кишинів Арбітр: Срджан Йованович (Сербія) |

| 15 листопада 2020 21:45 (20:45 CET) |

| Австрія                                                  | 4:1                             | Молдова          |
| -------------------------------------------------------- | ------------------------------- | ---------------- |
| - Арнаутович 4', 55' (пен.) - Тріммель 22' - Любичич 83' | Протокол (ФІФА) Протокол (УЄФА) | - Ніколаєску 60' |

| Вертерзее-Штадіон, Клагенфурт Арбітр: Александар Ставрев (Північна Македонія) |

| 15 листопада 2020 21:45 |

| Ізраїль                                       | 3:2                             | Фарерські острови                  |
| --------------------------------------------- | ------------------------------- | ---------------------------------- |
| - Дабур 30' (пен.) - Вайсман 58' - Перець 74' | Протокол (ФІФА) Протокол (УЄФА) | - С. Ватнхамар 62' - К. Ольсен 72' |

| Нетанья, Нетанья Арбітр: Жером Брізар (Франція) |

| 15 листопада 2020 21:45 (19:45 GMT) |

| Шотландія                | 2:0                             | Данія |
| ------------------------ | ------------------------------- | ----- |
| - Суттар 35' - Адамс 86' | Протокол (ФІФА) Протокол (УЄФА) |       |

| Гемпден-Парк, Глазго Арбітр: Алехандро Ернандес (Іспанія) |

## Дисциплінарні покарання
Гравець автоматично пропускає наступний матч за наступні дисциплінарні порушення:
- Червона картка (відсторонення за червону картку може бути збільшене за серйозні порушення)
- 2 жовті картки у двох різних матчах (відсторонення за червону також поширюється і на плей-оф, але не на фінальний турнір чи і подальші міжнародні матчі)

Гравці відбули (чи відбудуть) наступні дисциплінарні покарання:
| Команда           | Гравець            | Порушення                                                                 | Відсторонено на матч(і)                                     |
| ----------------- | ------------------ | ------------------------------------------------------------------------- | ----------------------------------------------------------- |
| Австрія           | Флоріан Грілліч    | пр. Шотландії (25 березня 2021) пр. Фарерських островів (28 березня 2021) | пр. Данії (31 березня 2021)                                 |
| Австрія           | Мартін Гінтереггер | пр. Шотландії (7 вересня 2021) пр. Ізраїлю (12 листопада 2021)            | пр. Молдови (15 листопада 2021)                             |
| Данія             | Крістіан Нергор    | пр. Ізраїлю (7 вересня 2021) пр. Фарерських островів (12 листопада 2021)  | пр. Шотландії (15 листопада 2021)                           |
| Ізраїль           | Хатем Абд Ельхамед | пр. Австрії (4 вересня 2021) пр. Данії (7 вересня 2021)                   | пр. Шотландії (9 жовтня 2021)                               |
| Молдова           | Ігор Армаш         | пр. Фарерських островів (25 березня 2021) пр. Ізраїлю (31 березня 2021)   | пр. Австрії (1 вересня 2021)                                |
| Молдова           | Кетелін Карп       | пр. Данії (28 березня 2021) пр. Ізраїлю (31 березня 2021)                 | пр. Австрії (1 вересня 2021)                                |
| Молдова           | Вадим Раца         | пр. Фарерських островів (25 березня 2021) пр. Ізраїлю (31 березня 2021)   | пр. Австрії (1 вересня 2021)                                |
| Молдова           | Вадим Раца         | пр. Ізраїлю (12 жовтня 2021) пр. Шотландії (12 листопада 2021)            | пр. Австрії (15 листопада 2021)                             |
| Молдова           | Іон Ніколаєску     | пр. Ізраїлю (31 березня 2021)                                             | пр. Австрії (1 вересня 2021) пр. Шотландії (4 вересня 2021) |
| Молдова           | Артур Йоніце       | пр. Фарерських островів (25 березня 2021) пр. Шотландії (4 вересня 2021)  | пр. Фарерських островів (7 вересня 2021)                    |
| Молдова           | Олег Рябчук        | пр. Австрії (1 вересня 2021) пр. Фарерських островів (7 вересня 2021)     | пр. Данії (9 жовтня 2021)                                   |
| Молдова           | Денис Марандич     | пр. Данії (9 жовтня 2021) пр. Шотландії (12 листопада 2021)               | пр. Австрії (15 листопада 2021)                             |
| Фарерські острови | Рене Єнсен         | пр. Данії (4 вересня 2021)                                                | пр. Молдови (7 вересня 2021)                                |
| Фарерські острови | Рене Єнсен         | пр. Австрії (9 жовтня 2021) пр. Данії (12 листопада 2021)                 | пр. Ізраїлю (15 листопада 2021)                             |
| Фарерські острови | Брандур Ольсен     | пр. Австрії (28 березня 2021) пр. Шотландії (12 жовтня 2021)              | пр. Данії (12 листопада 2021)                               |
| Фарерські острови | Гуннар Ватнхамар   | пр. Молдови (25 березня 2021) пр. Данії (12 листопада 2021)               | пр. Ізраїлю (15 листопада 2021)                             |
| Шотландія         | Грант Генлі        | пр. Австрії (25 березня 2021) пр. Австрії (7 вересня 2021)                | пр. Ізраїлю (9 жовтня 2021)                                 |
| Шотландія         | Ліндон Дайкс       | пр. Австрії (25 березня 2021) пр. Фарерських островів (12 жовтня 2021)    | пр. Молдови (12 листопада 2021)                             |
| Шотландія         | Раян Крісті        | пр. Австрії (25 березня 2021) пр. Фарерських островів (12 жовтня 2021)    | пр. Молдови (12 листопада 2021)                             |
| Шотландія         | Натан Паттерсон    | пр. Ізраїлю (9 жовтня 2021) пр. Молдови (12 листопада 2021)               | пр. Данії (15 листопада 2021)                               |

## Позначки
1. ↑  EET (UTC+2) для матчів у березні та листопаді 2021, та EEST (UTC+3) для решти матчів.